# Complexo Balnear do Lido
Complexo Balnear do Lido
O Complexo Balnear do Lido e o complexo balnear mais conhecido do Funchal, localizado na parte Oeste da cidade (projeto inicial de José Rafael Botelho). Nele existem duas piscinas de água salgada, renovada todos os dias, que se destinam uma a adultos e outra a crianças, medindo a primeira 50 m de comprimento e 25 m de largura. O acesso ao mar também é possível.
Existem, ainda, outras actividades como mesas de pingue-pongue, tobogãs e parque infantil. O acesso era pago e com vigilância permanente, com câmaras e nadadores-salvadores. Tinha bandeira azul.
A piscina e vários outros equipamentos foram destruídos pelo mar no Temporal de 20 de Fevereiro 2010 tendo reabertura sido no Outono de 2015.

## Galeria

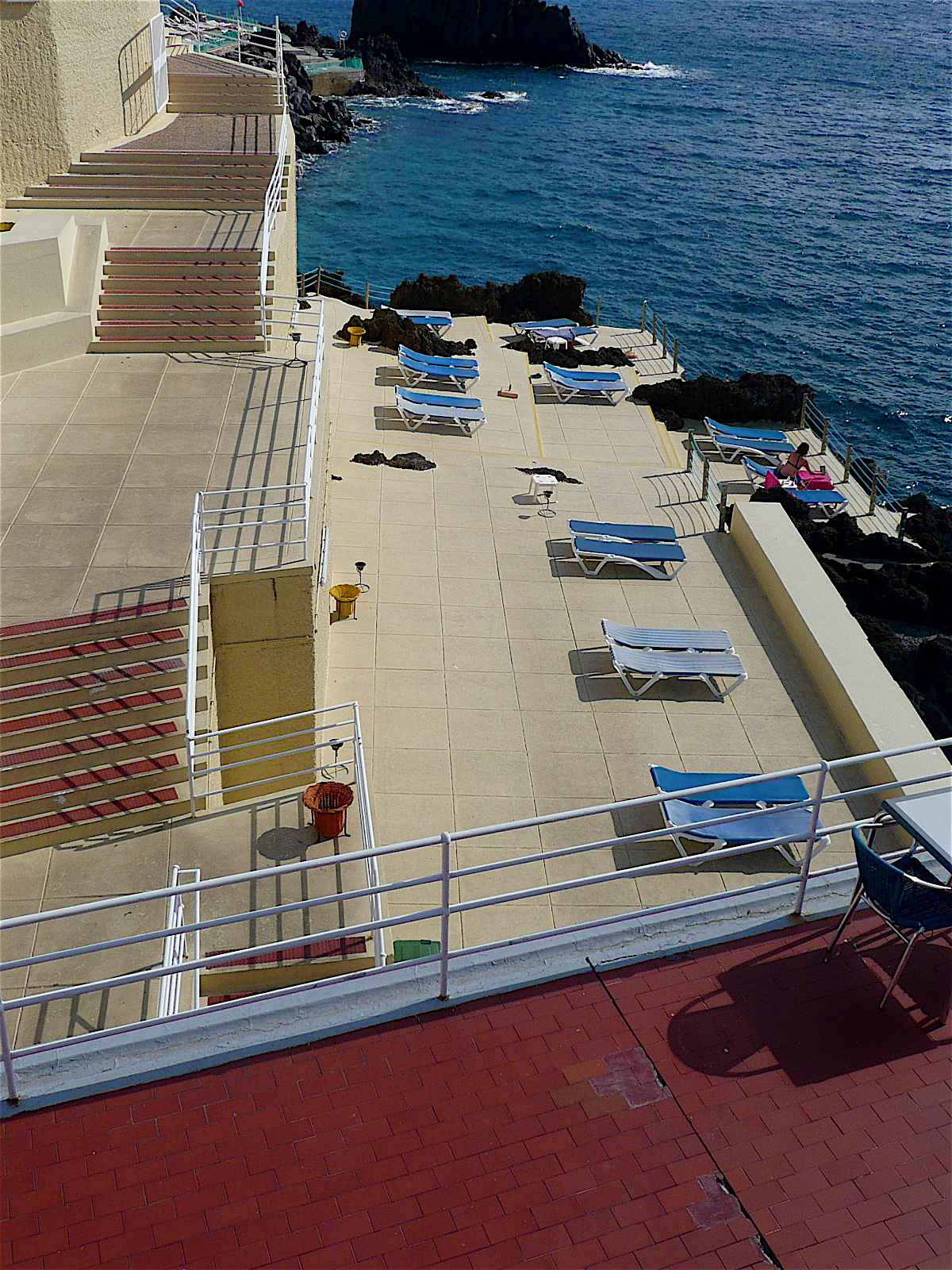
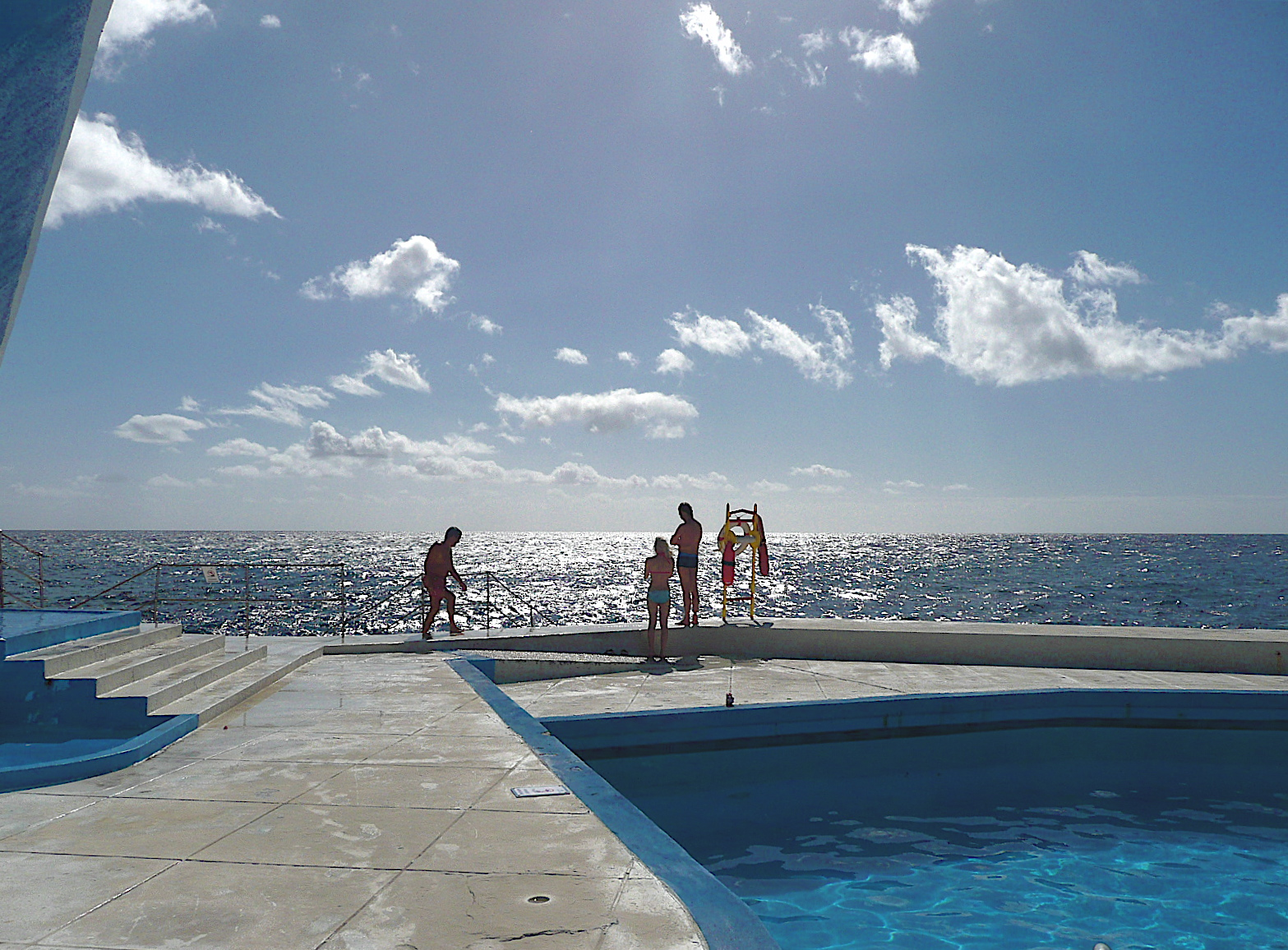
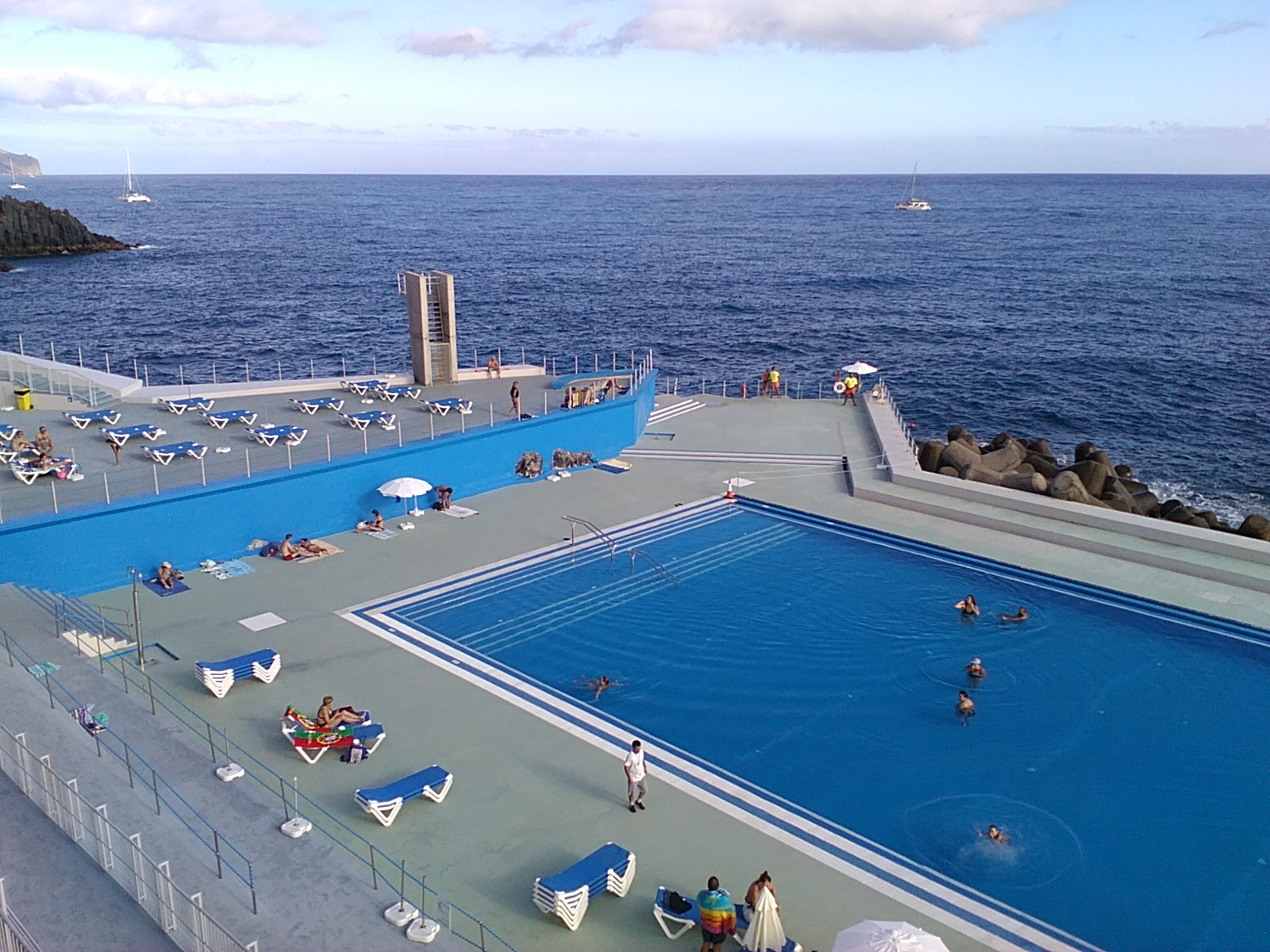
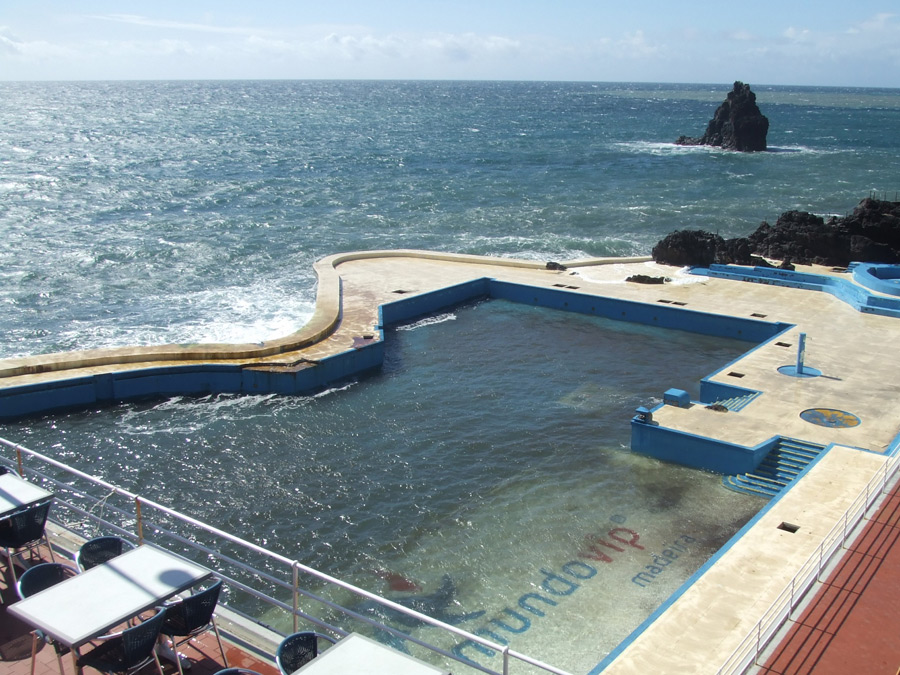